# Priolo-Melilli
Priolo-Melilli (wł. Stazione di Priolo-Melilli) – stacja kolejowa w Priolo Gargallo, w prowincji Syrakuzy, w regionie Sycylia, we Włoszech. Stacja znajduje się na linii Mesyna – Syrakuzy.
Według klasyfikacji RFI ma kategorię brązową.

## Linie kolejowe
- Linia Mesyna – Syrakuzy